# Ivors
Ivors település Franciaországban, Oise megyében. Lakosainak száma 255 fő (2022. január 1.). Ivors Coyolles, Autheuil-en-Valois, Boursonne és Cuvergnon községekkel határos.

## Népesség
A település népességének változása:
| Lakosok száma | 244  | 251  | 258  | 259  | 255  | 258  | 257  | 256  | 255  |
|               | 2013 | 2015 | 2016 | 2017 | 2018 | 2019 | 2020 | 2021 | 2022 |